# Anatidae
Anatidae este o familie biologică de păsări, care include rațele, gâștele și lebedele. Familia are o distribuție cosmopolitană, fiind prezentă pe toate continentele lumii, cu excepția Antarcticii. Aceste păsări sunt adaptate pentru înot, plutind pe suprafața apei și, în unele cazuri, făcând scufundări în ape puțin adânci. Familia conține aproximativ 174 de specii în 43 de genuri. 
În general sunt păsări erbivore, monogame; o parte din specii migrează anual. Câteva specii au fost domesticite pentru agricultură, iar multe altele sunt vânate pentru hrană și recreere. Cinci specii au dispărut din 1600 și multe altele sunt amenințate cu dispariția.

## Distribuție și habitat
Familia este răspândită pe toate continentele, cu excepția Antarcticii, unele specii trăind mult dincolo de Cercul Polar Arctic, în nord; deși nu trăiesc pe continentul Antarctic, unele specii se găsesc pe insulele subantarctice. Se întâlnesc în aproape toate zonele climatice. Aproape toate speciile sunt păsări foarte dependente de apă. Majoritatea speciilor trăiesc în apropierea apei dulci, chiar și așa-numitele rațe de mare trăiesc pe mare doar iarna, în afara sezonului de reproducere, dar majoritatea acestor specii trăiesc în apropierea coastei.
La fel ca în aproape toate centurile climatice, aproape toate centurile altitudinale adăpostesc rațe. Majoritatea speciilor trăiesc în zonele de câmpie, de-a lungul malurilor râurilor și lacurilor de câmpie, dar călifarul roșu (Tadorna ferruginea) și gâsca de India (Anser indicus) se găsesc în zonele muntoase, la altitudini de până la 5.000 metri.
Majoritatea speciilor tropicale și subtropicale trăiesc permanent într-un singur loc sau migrează local în funcție de precipitații. Pe de altă parte, unele specii temperate și cele din jurul Arcticii migrează sezonier. Cele mai cunoscute sunt speciile din mlaștinile nordice înalte, care zboară mii de kilometri în fiecare an de la locurile lor de cuibărit din Arctica la locurile de iernare.

## Origine
Anatidele sunt cunoscute încă din Oligocen, dar fosilele din această perioadă sunt extrem de rare. Abia în Miocen a avut loc o radiație explozivă. Toate marile triburi recente sunt deja documentate din Miocen.
Unii taxoni mai mari sunt acum complet dispăruți. Presbyornithidae, Cnemiornithidae (gâștele din Noua Zeelandă), Romainvillidae, Cygnopteridae și Paranyrocidae nu sunt clasificate aici, ci ca familii independente paralele cu acestea. Următorii taxoni fosili și subfosili rămân în familia anatidelor:
- Dendrocheninae – cele două genuri Mionetta și Dendrochen sunt cunoscute din Miocenul din America de Nord și Europa și seamănă cu rațele fluierătoare recente. Mionetta blanchardi a cuibărit probabil pe stânci calcaroase din Franța, iar Dendrochen robusta pe râurile din savanele subtropicale din Dakota de Sud.
- Thambetochenini – un trib aparținând Anatinae, cu patru specii endemice în insulele Hawaii. Aceste păsări mari, care nu zboară, au fost exterminate de locuitorii polinezieni din Hawaii înainte de sosirea europenilor.
- Rața lui Finsch (Chenonetta finschi) a fost o rață care nu zbura din Noua Zeelandă.

## Sistematică
Numele Anatidae a fost introdus pentru această familie de către zoologul englez William Elford Leach în 1820. În cadrul familiei Anatidae, relațiile dintre diferitele genuri sunt neclare și nu s-a ajuns încă la un consens între diferitele autorități taxonomice. Mai jos sunt prezentate două sisteme alternative, mai moderne. Până în prezent, însă, nu există o sistematică acceptată definitiv. Unele dintre subfamilii și triburi ar putea fi încă parafiletice, iar sistematica rațelor necesită cercetări suplimentare.
| Clasificare conform Janet Kear (2005): | Clasificare conform Winkler et al. (2015): |
| --- | --- |
| - Subfamilia Dendrocygninae - Subfamilia Dendrocheninae † - Subfamilia Oxyurinae - Subfamilia Anserinae - Tribul Cygnini - Tribul Cereopsini - Tribul Anserini - Tribul Thambetochenini † - Subfamilia Stictonettinae - Subfamilia Tadorninae - Tribul Merganettini - Tribul Plectropterini - Tribul Tadornini - Subfamilia Anatinae - Tribul Malacorhynchini - Tribul Anatini - Tribul Aythyini - Tribul Mergini | - Subfamilia Dendrocygninae - Subfamilia Oxyurinae - Subfamilia Anserinae - Tribul Cygnini - Tribul Cereopsini - Tribul Anserini - Tribul Affengans - Tribul Malacorhynchini - Subfamilia Anatinae - Tribul Merganettini - Tribul Cairinini - Tribul Tadornini - Tribul Hymenolaimini - Tribul Anatini - Tribul Aythyini - Tribul Mergini |

## Caracteristici generale

### Descriere

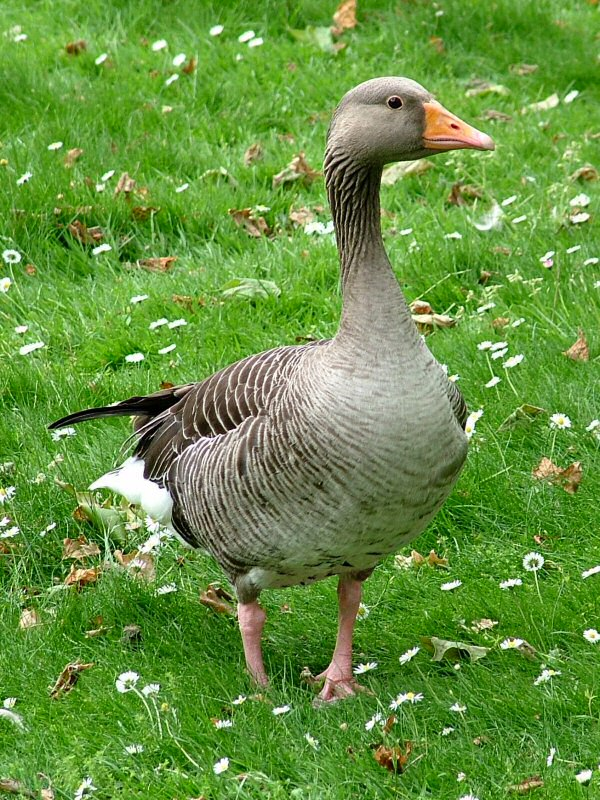
Gâscă de vară (Anser anser)

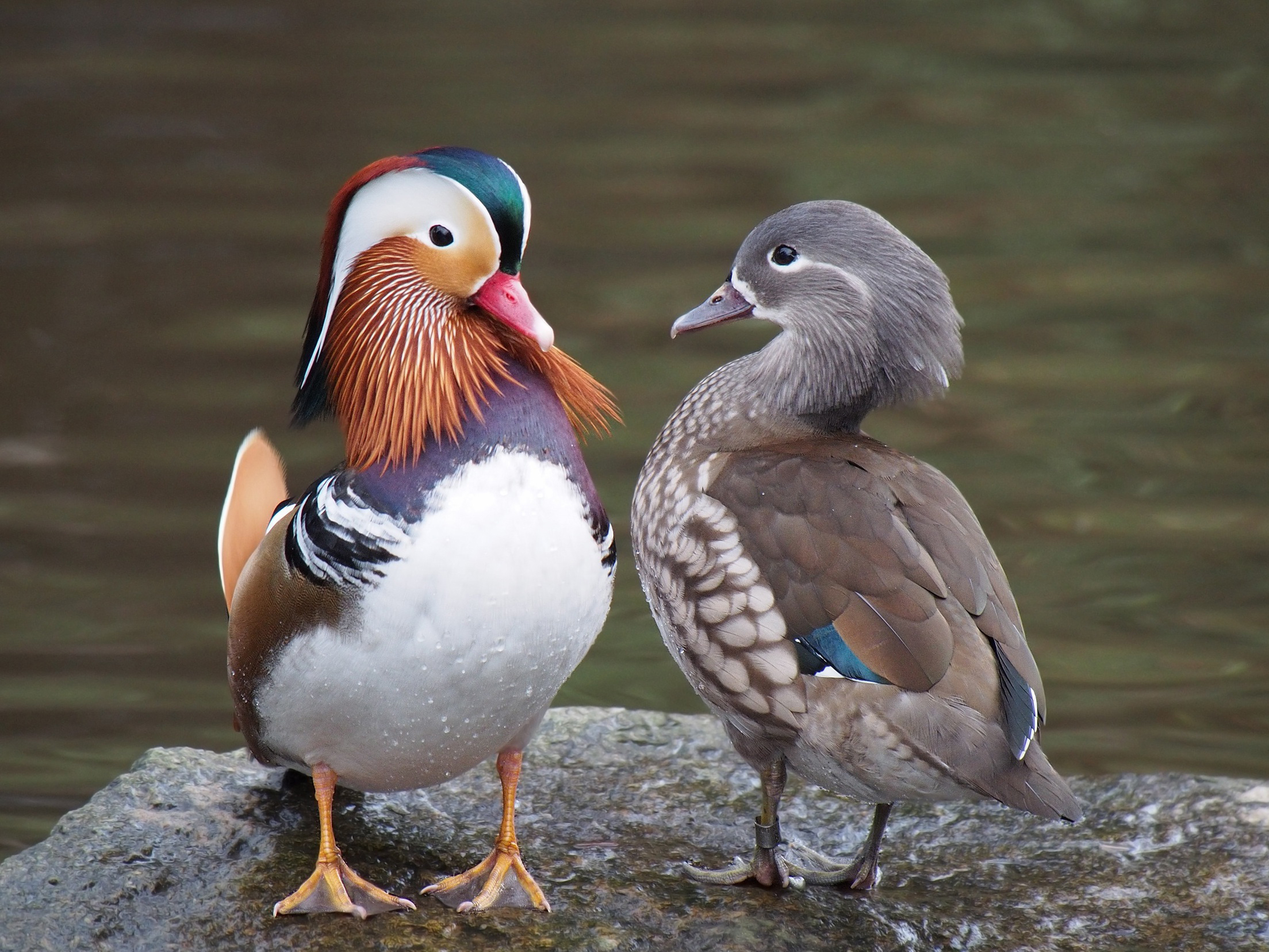
Dimorfismul sexual al masculului și femelei de rață mandarin

Rațele, gâștele și lebedele sunt păsări de talie mică până la mare, cu un plan general al corpului larg și alungit. Dimensiunile speciilor existente variază de la gâsca pigmeu de bumbac, de doar 26,5 cm și 164 g, până la lebăda trompetistă, de până la 1,83 metri și 17,2 kg. Cel mai mare anatid cunoscut vreodată a fost Garganornis ballmanni, o specie dispărută care n-a zburat și care cântărea 22 kg. Aripile sunt scurte și ascuțite și sunt susținute de mușchi puternici care generează bătăi rapide în zbor. De obicei, au gâtul lung, deși acest lucru variază în funcție de specie.
Picioarele sunt scurte, puternice și așezate mult în spatele corpului (mai mult la speciile mai acvatice) și au un aspect de piele cu o textură solzoasă. În combinație cu forma corpului lor, acest lucru poate face ca unele specii să fie neîndemânatice pe uscat, dar ele merg mai bine decât alte păsări marine și acvatice, cum ar fi corcodeii sau petrelii.
Cea mai caracteristică trăsătură care distinge anatidele de alte păsări acvatice este ciocul lat, mai mult sau mai puțin aplatizat, acoperit cu plăci cornoase frecvente sau dinți de-a lungul marginilor. Tot de-a lungul ciocului este acoperit cu un strat cornos, oarecum îngroșat la vârf, care formează o excrescență.  Structura ciocului poate fi utilizată pentru a determina comportamentul alimentar al fiecărei specii în parte. Păsările a căror dietă constă în principal în vegetație erbacee de coastă au un cioc puternic, plăci plate și puternice, utilizat pentru a prinde iarba. Păsările care caută hrană în stratul superior al apei au plăci mai zimțate, concepute pentru a trece prin apă și nămol în timp ce prind hrana. La crocodilieni (genurile Lophodytes și Mergus), plăcile au evoluat în dinți ascuțiți care îi ajută să prindă ferm peștii alunecoși, baza dietei lor.
Plumajul lor este dens și complet impermeabil la exterior. Acest lucru se datorează lubrifiantului gras abundent secretat de glanda uropigiană, care este bine dezvoltată la toate anatidele. După ce înoată și ajung pe țărm, ele își scutură bine penele, mai întâi cu tot corpul și apoi cu capul. Această scuturare reface structura puternică a penelor, care a fost perturbată în timpul scăldatului. După ce scutură apa de pe pene, anatidele le ung cu grăsime, storcând-o din glanda uropigiană și aplicând-o apoi cu ciocul pe tot corpul. Capul este uns prin frecare pe spate.
Coloritul păsărilor variază într-o gamă foarte largă și poate fi atât strălucitor și multicolor, cât și discret și monoton. Uneori, adesea în timpul împerecherii, penajul poate fi completat cu diverse ornamente – de exemplu, masculii din specia Merganser sunt împodobiți cu un smoc de pene, Chenonetta jubata are penele gâtului alungite, iar capul raței leșești este acoperit cu excrescențe cărnoase caracteristice, viu colorate. Dimorfismul sexual (diferențe vizibile între masculi și femele) în ceea ce privește coloritul este caracteristic doar anumitor categorii de specii de anatide. La gâște, lebede, rațe de pădure și câteva rațe de sol, acesta nu se manifestă deloc. La majoritatea rațelor, masculii viu colorați ies în evidență printre femelele cu culori variate. Ciocurile sunt, de asemenea, viu colorate, cu ciocuri roșii, albastre și galbene în plus față de cele negre.